# Liste der Beiträge für den besten fremdsprachigen Film für die Oscarverleihung 1986
Die folgenden 30 Filme, alle aus verschiedenen Ländern, waren Vorschläge in der Kategorie Bester fremdsprachiger Film für die Oscarverleihung 1986. Die hervorgehobenen Titel waren die fünf letztendlich nominierten Filme, welche aus den Ländern Argentinien, Frankreich, Jugoslawien, Ungarn und Westdeutschland stammen. Der Oscar ging an Die offizielle Geschichte aus Argentinien, womit zum ersten Mal ein lateinamerikanisches Land den Preis gewann.

## Beiträge
| Land             | Deutscher Verleihtitel                        | Sprache(n)                    | Originaltitel                                 | Regisseur(e)                     | Ergebnis        |
| ---------------- | --------------------------------------------- | ----------------------------- | --------------------------------------------- | -------------------------------- | --------------- |
| Argentinien      | Die offizielle Geschichte                     | Spanisch                      | La Historia oficial                           | Luis Puenzo                      | Gewonnen        |
| Belgien          | Im Herzen des Landes                          | Französisch                   | Dust                                          | Marion Hänsel                    | Nicht nominiert |
| Dänemark         | Twist and Shout - Rock'n'Roll und erste Liebe | Dänisch                       | Tro, håb og kærlighed                         | Bille August                     | Nicht nominiert |
| BR Deutschland   | Bittere Ernte                                 | Deutsch                       | Bittere Ernte                                 | Agnieszka Holland                | Nominiert       |
| Frankreich       | Drei Männer und ein Baby                      | Französisch                   | Trois hommes et un couffin                    | Coline Serreau                   | Nominiert       |
| Indien           | Saagar                                        | Hindi                         | सागर (Saagar)                                  | Ramesh Sippy                     | Nicht nominiert |
| Island           | Deep Winter                                   | Isländisch                    | Skammdegi                                     | Þráinn Bertelsson                | Nicht nominiert |
| Israel           | Wenn es Nacht wird                            | Hebräisch                     | עד סוף הלילה (Ad Soff Halaylah)               | Eitan Green                      | Nicht nominiert |
| Italien          | Macaroni                                      | Italienisch                   | Maccheroni                                    | Ettore Scola                     | Nicht nominiert |
| Japan            | Hana ichimonme                                | Japanisch                     | 花いちもんめ (Hana ichimonme)                 | Shun’ya Itō                      | Nicht nominiert |
| Jugoslawien      | Papa ist auf Dienstreise                      | Serbokroatisch                | Otac na sluzbenom putu                        | Emir Kusturica                   | Nominiert       |
| Kanada           | Jacques et novembre                           | Französisch                   | Jacques et novembre                           | Jean Beaudry, François Bouvier   | Nicht nominiert |
| Mexiko           | Frida Kahlo – Es lebe das Leben               | Spanisch                      | Frida, naturaleza viva                        | Paul Leduc                       | Nicht nominiert |
| Niederlande      | De Dream                                      | Niederländisch, Westfriesisch | De Dream                                      | Pieter Verhoeff                  | Nicht nominiert |
| Norwegen         | Ehefrauen II                                  | Norwegisch                    | Hustruer - ti år etter                        | Anja Breien                      | Nicht nominiert |
| Österreich       | Malambo                                       | Deutsch                       | Malambo                                       | Milan Dor                        | Nicht nominiert |
| Peru             | Die Stadt und die Hunde                       | Spanisch                      | La ciudad y los perros                        | Francisco José Lombardi          | Nicht nominiert |
| Philippinen      | Bayan ko: Kapit sa patalim                    | Tagalog                       | Bayan ko: Kapit sa patalim                    | Lino Brocka                      | Nicht nominiert |
| Polen            | Yesterday                                     | Polnisch                      | Yesterday                                     | Radosław Piwowarski              | Nicht nominiert |
| Portugal         | Ana                                           | Portugiesisch                 | Ana                                           | Margarida Cordeiro, António Reis | Nicht nominiert |
| Rumänien         | Ciuleandra                                    | Rumänisch                     | Ciuleandra                                    | Sergiu Nicolaescu                | Nicht nominiert |
| Schweden         | Ronja Räubertochter                           | Schwedisch                    | Ronja Rövardotter                             | Tage Danielsson                  | Nicht nominiert |
| Schweiz          | Höhenfeuer                                    | Schweizerdeutsch              | Höhenfeuer                                    | Fredi M. Murer                   | Nicht nominiert |
| Spanien          | La hora bruja                                 | Spanisch                      | La hora bruja                                 | Jaime de Armiñán                 | Nicht nominiert |
| Taiwan           | Wo zhe yang guo le yi sheng                   | Chinesisch                    | 我這樣過了一生 (Wo zhe yang guo le yi sheng ) | Chang Yi                         | Nicht nominiert |
| Sowjetunion      | Komm und sieh                                 | Russisch, Belarussisch        | Иди и смотри (Idi i smotri)                   | Elem Klimov                      | Nicht nominiert |
| Südkorea         | Eoudong                                       | Koreanisch                    | 어우동 (Er woo-dong)                          | Lee Jang-ho                      | Nicht nominiert |
| Tschechoslowakei | Skalpell, bitte                               | Tschechisch                   | Skalpel, prosím                               | Jirí Svoboda                     | Nicht nominiert |
| Ungarn           | Oberst Redl                                   | Deutsch                       | Oberst Redl                                   | István Szabó                     | Nominiert       |
| Venezuela        | Haus der Erinnerungen                         | Spanisch                      | Oriana                                        | Fina Torres                      | Nicht nominiert |